# ヘンリー・スローカム
ヘンリー・スローカム（英語: Henry Slocum, 1862年5月28日 - 1949年1月22日）は、アメリカの男子テニス選手。黎明期の「全米シングルス選手権」（現在の全米オープンテニス男子シングルス部門）で1888年と1889年に優勝し、同部門で2人目の優勝者になった選手である。エール大学卒業。フルネームはヘンリー・ワーナー・スローカム・ジュニア（英語: Henry Warner Slocum Jr.）という。

## 来歴
現在は「全米オープン」として知られるテニス競技大会は、1881年から男子シングルスと男子ダブルスが始まった。最初期の時代は各部門が個別の名称を持ち、男子シングルスは「全米シングルス選手権」（U.S. National Singles Championship）、男子ダブルスは「全米男子ダブルス選手権」（U.S. National Men's Doubles Championship）という名前であった。スローカムはエール大学で法学を履修しながら、テニスとアメリカンフットボールで優れた力量を発揮し、「アメリカンフットボールの父」と呼ばれるウォルター・キャンプ（1859年-1925年、参照：）とともに、第1回の大学対抗フットボール選手権に出場したこともあった。彼の「全米シングルス選手権」初参加は、1884年の第4回大会であった。テニスへの関心を深めた彼は、エール大学のあるニューヨーク地区（現在の大学所在地：コネチカット州ニューヘブン）から、最初の選手権会場があったロードアイランド州ニューポートへ挑戦の旅を続けたが、その際に父親の反対を押し切った。
スローカムは4度目の挑戦で、1887年に男子シングルスの「チャレンジ・ラウンド」（Challenge Round, 挑戦者決定戦）を初制覇し、大会前年度優勝者とチャレンジ・ラウンド勝者による「オールカマーズ・ファイナル」（All-Comers Final）に初進出した。オールカマーズ・ファイナルでは、スローカムは1881年の第1回大会から連続優勝を続けていたリチャード・シアーズ（1881年 - 1943年）に 1-6, 3-6, 2-6 で完敗した。シアーズはこの1887年大会を最後に、全米シングルス選手権では無敗のまま（7年間で18戦全勝）引退を発表する。そのため、翌1888年はオールカマーズ・ファイナルがなくなり（前年優勝者シアーズがいないため）、チャレンジ・ラウンドの決勝結果が大会の優勝記録表に掲載されることになった。シアーズ引退後の大会で、スローカムはハワード・テーラーを 6-4, 6-1, 6-0 で破り、全米シングルス選手権で2人目の優勝者になった。1889年、スローカムは男子シングルス・男子ダブルスの単複2冠を獲得する。男子シングルスの「オールカマーズ・ファイナル」では、チャレンジ・ラウンド勝者のクインシー・ショーを 6-3, 6-1, 4-6, 6-2 で破り、ダブルスではハワード・テーラーとペアを組み、オリバー・キャンベル＆バレンティン・ホールの組を 6-1, 6-3, 6-2 で圧倒した。ところが、1890年のオールカマーズ・ファイナルで、スローカムはチャレンジ・ラウンド勝者のオリバー・キャンベル（当時19歳6ヶ月9日）に 2-6, 6-4, 3-6, 1-6 で敗れ、大会3連覇を逃した。
スローカムはその後、1892年と1893年の2年間全米テニス協会の会長を務めた。それから10年後、彼は1903年から1913年までシングルス選手権に再挑戦し、その間に多くの若手選手と対戦した。最後の出場となった1913年には、すでに51歳を迎えていた。1949年1月22日に86歳で死去。1954年、ジェームズ・バン・アレン（James Van Alen, 1902年 - 1991年）がニューポートの地に「国際テニス殿堂」を設立した。第1回の国際テニス殿堂入り式典は1955年に行われ、スローカムはリチャード・シアーズ、オリバー・キャンベルらと並んで、最初の殿堂入りをした7名の選手のひとりに選ばれた。

## 全米選手権の成績
- 男子シングルス：2勝（1888年＆1889年）／男子ダブルス：1勝（1889年）